# Мілетін
Мілетін (рум. Miletin) — село у повіті Ботошані в Румунії. Входить до складу комуни Прежень.
Село розташоване на відстані 346 км на північ від Бухареста, 41 км на південний схід від Ботошань, 53 км на північний захід від Ясс.

## Населення
За даними перепису населення 2002 року у селі проживала 651 особа.
Національний склад населення села:
| Національність | Кількість осіб | Відсоток |
| -------------- | -------------- | -------- |
| румуни         | 643            | 98,8%    |
| цигани         | 8              | 1,2%     |

Рідною мовою назвали:
| Мова      | Кількість осіб | Відсоток |
| --------- | -------------- | -------- |
| румунська | 643            | 98,8%    |
| циганська | 8              | 1,2%     |